# Degar
I Degar («figli delle montagne», come si autodefiniscono, o Montagnard, dal francese «montanari», o Cristiani Degar, o Montagnard Degar) sono una popolazione composta da circa quaranta differenti gruppi aborigeni, riconducibili ai ceppi linguistici mongolo-tibetano e malese-polinesiano.

## Storia
I montagnard erano inizialmente stanziati nel sud dell'Indocina, finché poi furono gradualmente spinti sulle montagne dall'espansione di popolazioni più numerose e forti: i cham - di origine hindu - dal sud, ed i vietnamiti - di origine cinese - dal nord
Il nome ha origine francese (i francesi colonizzarono i territori dei Montagnard dal 1895 al 1954), e scaturisce proprio dalla pressione esercitata dalle popolazioni vietnamite nella loro discesa da nord, che spinse verso le foreste e le montagne gli indigeni. Nella lingua vietnamita sono chiamati, spregiativamente, "moi" (selvaggi) o "nguoi dan toc" (popolo tribale), essi preferiscono chiamarsi "degar", «figli delle montagne».
Negli anni settanta del XX secolo erano stimati attorno ai due milioni e mezzo di unità nell'intero Vietnam. Mantenendo il tasso di crescita del resto nella nazione, nel 2006 avrebbero dovuto essere circa sei milioni di individui, ma tenendo conto degli eccidi, dei massacri, e delle oppressioni subite, i superstiti sono stati stimati tra i 700 e gli 800.000.
In Italia la lotta nonviolenta dei Montagnard ha contato sull'appoggio di Marco Pannella e del Partito Radicale Transnazionale.

## Diffusione e cultura
Sono diffusi prevalentemente in Vietnam, Cambogia e Laos, dove sono chiamati con differenti nomi. I principali gruppi sono i Bahnar e gli Jarai.
Oltre alle differenze etniche e linguistiche, i montagnard si caratterizzano per essere di religione cristiana, per la gran parte cattolica con una piccola minoranza protestante, mentre nel resto della regione i culti cristiani rappresentano solo una minoranza.